# Sun Qingmei
Sun Qingmei (en chinois : 孙庆梅) est une footballeuse internationale chinoise née le 19 juin 1966 à Handan.
Elle joue pour l'équipe de Chine lors des éditions 1991 et 1995 de la Coupe du monde et est médaillée d'argent aux Jeux olympiques d'Atlanta en 1996.
Elle est nommée 18e meilleure footballeuse du XXe siècle dans la liste publiée par l'IFFHS.

## Biographie

### En club
Durant son enfance dans la province du Hebei, les parents de Sun l'enferment dans sa chambre pour tenter de l'empêcher de jouer au football. Elle est membre de l'équipe nationale d'athlétisme lorsqu'elle commence à s'entraîner au football en 1983 et rejoint le club du Hebei en 1984.
Après la Coupe du monde de 1991, Sun a accepté un transfert dans la Ligue japonaise avec Matsushita Denki (en). Elle aide l'équipe basée à Takatsuki à remporter le titre de champion lors de la saison 1994 .

### En sélection
Lors du Tournoi sur invitation féminin de la FIFA 1988 à Guangdong, elle participe au sein de l'équipe qui perd le barrage pour la troisième place contre le Brésil. La presse chinoise la distingue en la nommant dans l'équipe-type du tournoi.
Lors de la Coupe du monde 1991, Sun est titulaire et joue l'intégralité des quatre matchs de la Chine. Les hôtes atteignent les quarts de finale avant de perdre sur le score de 0-1 contre la Suède. Lors du tout premier match de la Coupe du monde, Sun marque le quatrième but de la victoire 4-0 de la Chine contre la Norvège, finaliste éventuelle, le 16 novembre 1991.
En 1996, Sun remporte la médaille d'argent olympique avec l'équipe chinoise. Elle dispute les cinq matches et marque trois buts.
Elle prend sa retraite du football après avoir aidé la Chine à conserver la Coupe d'Asie lors du Championnat de l'AFC 1997 en décembre 1997.